# Villadiego de Cea
Villadiego de Cea es una localidad española perteneciente al municipio de Villazanzo de Valderaduey, en la provincia de León, comunidad autónoma de Castilla y León.

## Geografía

### Ubicación
| Noroeste: Villazanzo de Valderaduey | Norte: San Andrés de la Regla | Noreste: Villota del Páramo |
| Oeste: Villavelasco de Valderaduey  |                               | Este: Villapún              |
| Suroeste San Pedro de Valderaduey   | Sur: Villambrán de Cea        | Sureste: Villarrobejo       |

## Demografía
Evolución de la población
| Gráfica de evolución demográfica de Villadiego de Cea entre 2000 y 2021 |
|                                                                         |
| Población de derecho (2000-2021) según el padrón municipal del INE      |